# Primo Baran
Primo Baran   (Treviso, 1 d'abril de 1943) és un remer italià, ja retirat, que va competir durant les dècades de 1960 i 1970.
El 1968 va prendre part en els Jocs Olímpics d'Estiu de Ciutat de Mèxic, on guanyà la medalla d'or en la prova del dos amb timoner del programa de rem. Formà equip amb Renzo Sambo i Bruno Cipolla. Quatre anys més tard, als Jocs de Múnic, fou desè en la prova del quatre sense timoner. El 1976, a Mont-real, disputà els seus tercers i darrers Jocs Olímpics, sent cinquè en la prova del dos amb timoner.
En el seu palmarès també destaquen una medalla de bronze al Campionat del Món de rem de 1966 i tres medalles al Campionat d'Europa de rem, una d'or i dues de plata, sempre en el dos amb timoner.